# Don't Believe the Truth Tour
Don't Believe the Truth Tour è un tour musicale degli Oasis, svoltosi dal maggio 2005 al marzo 2006 e finalizzato a promuovere l'album Don't Believe the Truth.
Il tour è iniziato il 10 maggio 2005 all'Astoria di Londra e si è concluso il 31 marzo 2006 al Palacio de los Deportes di Città del Messico. Fu l'unico tour degli Oasis con il batterista Zak Starkey, subentrato a Alan White nel 2004.

## Formazione
- Liam Gallagher – voce
- Noel Gallagher – chitarra solista
- Gem Archer – chitarra ritmica, pianoforte
- Andy Bell – basso, pianoforte

### Altri musicisti
- Zak Starkey – batteria
- Jay Darlington - tastiera

## Scaletta
Questa scaletta fu eseguita il 2 luglio 2005 al City of Manchester Stadium.
1. Fuckin' in the Bushes
2. Turn Up the Sun
3. Lyla
4. Bring It On Down
5. Morning Glory
6. Cigarettes & Alcohol
7. The Importance of Being Idle
8. Little by Little
9. A Bell Will Ring
10. Acquiesce
11. Songbird
12. Live Forever
13. Mucky Fingers
14. Wonderwall
15. Champagne Supernova
16. Rock 'n' Roll Star
17. Guess God Thinks I'm Abel
18. The Meaning of Soul
19. Don't Look Back in Anger
20. My Generation

Altre canzoni eseguite:
- Headshrinker
- Stop Crying Your Heart Out
- Love Like A Bomb
- The Masterplan
- Talk Tonight
- Supersonic

## Date
| Data              | Paese         | Città                | Sede                                          |
| ----------------- | ------------- | -------------------- | --------------------------------------------- |
| 10 maggio 2005    | Regno Unito   | Londra               | Astoria                                       |
| 12 maggio 2005    | Italia        | Milano               | Alcatraz                                      |
| 15 maggio 2005    | Regno Unito   | Edimburgo            | Usher Hall                                    |
| 22 maggio 2005    | Regno Unito   | Londra               | Clapham Grand                                 |
| 23 maggio 2005    | Francia       | Parigi               | Olympia                                       |
| 25 maggio 2005    | Regno Unito   | Londra               | Notting Hill Coronet                          |
| 26 maggio 2005    | Regno Unito   | Londra               | Hammersmith Apollo                            |
| 1º giugno 2005    | Spagna        | Madrid               | Aqualung                                      |
| 4 giugno 2005     | Belgio        | Bruxelles            | Ancienne Belgique                             |
| 6 giugno 2005     | Germania      | Amburgo              | Alsterdorfer Sporthalle                       |
| 8 giugno 2005     | Danimarca     | Copenaghen           | Store Vega                                    |
| 10 giugno 2005    | Germania      | Scheeßel             | Hurricane Festival                            |
| 11 giugno 2005    | Germania      | Neuhausen ob Eck     | Southside Festival                            |
| 12 giugno 2005    | Italia        | Imola                | Heineken Jammin' Festival                     |
| 17 giugno 2005    | Canada        | Toronto              | Molson Canadian Amphitheatre                  |
| 18 giugno 2005    | Stati Uniti   | Detroit              | Meadow Brook Amphitheater                     |
| 20 giugno 2005    | Stati Uniti   | Chicago              | UIC Pavilion                                  |
| 22 giugno 2005    | Stati Uniti   | New York             | Madison Square Garden                         |
| 24 giugno 2005    | Stati Uniti   | Boston               | Tweeter Center                                |
| 25 giugno 2005    | Stati Uniti   | Filadelfia           | Festival Pier                                 |
| 29 giugno 2005    | Regno Unito   | Glasgow              | Hampden Park                                  |
| 30 giugno 2005    | Regno Unito   | Manchester           | City of Manchester Stadium                    |
| 2 luglio 2005     | Regno Unito   | Manchester           | City of Manchester Stadium                    |
| 3 luglio 2005     | Regno Unito   | Manchester           | City of Manchester Stadium                    |
| 6 luglio 2005     | Regno Unito   | Southampton          | Southampton Rose Bowl                         |
| 9 luglio 2005     | Regno Unito   | Milton Keynes        | Milton Keynes Bowl                            |
| 10 luglio 2005    | Regno Unito   | Milton Keynes        | Milton Keynes Bowl                            |
| 12 luglio 2005    | Regno Unito   | Newcastle            | Metro Radio Arena                             |
| 13 luglio 2005    | Regno Unito   | Newcastle            | Metro Radio Arena                             |
| 16 luglio 2005    | Irlanda       | Dublino              | Marlay Park                                   |
| 11 agosto 2005    | Giappone      | Nagoya               | Summer Sonic Eve Show                         |
| 13 agosto 2005    | Giappone      | Osaka                | Summer Sonic Festival                         |
| 14 agosto 2005    | Giappone      | Tokyo                | Chiba Marine Stadium                          |
| 18 agosto 2005    | Austria       | Salisburgo           | FM4 Frequency Festival                        |
| 20 agosto 2005    | Regno Unito   | Chelmsford           | V Festival                                    |
| 21 agosto 2005    | Regno Unito   | Weston Park          | V Festival                                    |
| 8 settembre 2005  | Canada        | Vancouver            | General Motors Place                          |
| 9 settembre 2005  | Stati Uniti   | Seattle              | Everett Events Center                         |
| 11 settembre 2005 | Stati Uniti   | Mountain View        | Shoreline Amphitheatre                        |
| 12 settembre 2005 | Stati Uniti   | Los Angeles          | Hollywood Bowl                                |
| 14 settembre 2005 | Stati Uniti   | San Diego            | Coors Amphitheater                            |
| 15 settembre 2005 | Stati Uniti   | Las Vegas            | House of Blues                                |
| 17 settembre 2005 | Stati Uniti   | Los Angeles          | Inland Invasion Show                          |
| 18 settembre 2005 | Stati Uniti   | Phoenix              | Dodge Theater                                 |
| 20 settembre 2005 | Stati Uniti   | Morrison             | Red Rocks Amphitheater                        |
| 22 settembre 2005 | Stati Uniti   | Dallas               | Smirnoff Music Center                         |
| 24 settembre 2005 | Stati Uniti   | Austin               | Austin City Limits Festival                   |
| 27 settembre 2005 | Stati Uniti   | Atlanta              | HiFi Buys Amphitheatre                        |
| 29 settembre 2005 | Stati Uniti   | Columbia             | Merriweather Post Pavilion                    |
| 30 settembre 2005 | Stati Uniti   | Cleveland            | Blossom Music Center                          |
| 2 ottobre 2005    | Stati Uniti   | Staten Island        | Across the Narrows Festival                   |
| 3 ottobre 2005    | Stati Uniti   | Atlantic City        | House of Blues                                |
| 20 ottobre 2005   | Germania      | Amburgo              | Alsterdorfer Sporthalle                       |
| 21 ottobre 2005   | Danimarca     | Copenaghen           | Valby-Hallen                                  |
| 23 ottobre 2005   | Francia       | Rouen                | Le Zenith                                     |
| 24 ottobre 2005   | Belgio        | Bruxelles            | Forest National                               |
| 26 ottobre 2005   | Francia       | Parigi               | Le Zenith                                     |
| 27 ottobre 2005   | Germania      | Francoforte sul Meno | Jahrhunderthalle                              |
| 29 ottobre 2005   | Italia        | Villorba             | Palaverde                                     |
| 30 ottobre 2005   | Italia        | Milano               | Mediolanum Forum                              |
| 1º novembre 2005  | Germania      | Düsseldorf           | Philipshalle                                  |
| 2 novembre 2005   | Paesi Bassi   | Amsterdam            | Heineken Music Hall                           |
| 4 novembre 2005   | Spagna        | Barcellona           | Pavelló de la Vall d'Hebron                   |
| 5 novembre 2005   | Spagna        | Madrid               | Palacio de Deportes de la Comunidad de Madrid |
| 17 novembre 2005  | Giappone      | Osaka                | Osaka Castle Hall                             |
| 18 novembre 2005  | Giappone      | Tokyo                | Yoyogi National Gymnasium                     |
| 20 novembre 2005  | Giappone      | Tokyo                | Yoyogi National Gymnasium                     |
| 21 novembre 2005  | Giappone      | Tokyo                | Yoyogi National Gymnasium                     |
| 26 novembre 2005  | Australia     | Brisbane             | Brisbane Entertainment Centre                 |
| 28 novembre 2005  | Australia     | Sydney               | Hordern Pavilion                              |
| 29 novembre 2005  | Australia     | Sydney               | Hordern Pavilion                              |
| 1º dicembre 2005  | Australia     | Melbourne            | Festival Hall                                 |
| 2 dicembre 2005   | Australia     | Melbourne            | Festival Hall                                 |
| 4 dicembre 2005   | Australia     | Perth                | Arena Joondalup                               |
| 10 dicembre 2005  | Regno Unito   | Cardiff              | Millennium Stadium                            |
| 12 dicembre 2005  | Regno Unito   | Aberdeen             | Aberdeen Exhibition and Conference Centre     |
| 14 dicembre 2005  | Regno Unito   | Glasgow              | Scottish Exhibition and Conference Centre     |
| 15 dicembre 2005  | Regno Unito   | Glasgow              | Scottish Exhibition and Conference Centre     |
| 18 dicembre 2005  | Regno Unito   | Belfast              | Odyssey Arena                                 |
| 19 dicembre 2005  | Regno Unito   | Belfast              | Odyssey Arena                                 |
| 21 dicembre 2005  | Irlanda       | Dublino              | The Point Depot                               |
| 22 dicembre 2005  | Irlanda       | Dublino              | The Point Depot                               |
| 25 gennaio 2006   | Norvegia      | Oslo                 | Oslo Spektrum                                 |
| 26 gennaio 2006   | Svezia        | Stoccolma            | Hovet                                         |
| 29 gennaio 2006   | Francia       | Lilla                | Le Zenith                                     |
| 30 gennaio 2006   | Francia       | Grenoble             | Summum                                        |
| 1º febbraio 2006  | Austria       | Vienna               | Gasometer                                     |
| 2 febbraio 2006   | Svizzera      | Winterthur           | Eulachhalle                                   |
| 4 febbraio 2006   | Francia       | Tolosa               | Le Zenith                                     |
| 6 febbraio 2006   | Italia        | Firenze              | Nelson Mandela Forum                          |
| 7 febbraio 2006   | Italia        | Roma                 | PalaLottomatica                               |
| 9 febbraio 2006   | Regno Unito   | Sheffield            | Sheffield Arena                               |
| 10 febbraio 2006  | Regno Unito   | Sheffield            | Sheffield Arena                               |
| 13 febbraio 2006  | Regno Unito   | Nottingham           | Nottingham Arena                              |
| 14 febbraio 2006  | Regno Unito   | Nottingham           | Nottingham Arena                              |
| 18 febbraio 2006  | Thailandia    | Bangkok              | Bangkok 100 Rock Festival                     |
| 21 febbraio 2006  | Corea del Sud | Seul                 | Olympic Hall                                  |
| 23 febbraio 2006  | Singapore     | Singapore            | Singapore Indoor Stadium                      |
| 25 febbraio 2006  | Cina          | Hong Kong            | Asia World Arena                              |
| 10 marzo 2006     | Argentina     | Buenos Aires         | Campo Argentino de Polo                       |
| 12 marzo 2006     | Cile          | Santiago             | Estadio Nacional de Chile                     |
| 15 marzo 2006     | Brasile       | San Paolo            | Credicard Hall                                |
| 20 marzo 2006     | Canada        | Toronto              | Air Canada Centre                             |
| 22 marzo 2006     | Stati Uniti   | Milwaukee            | Riverside Theater                             |
| 23 marzo 2006     | Stati Uniti   | Indianapolis         | Murat Shrine                                  |
| 25 marzo 2006     | Stati Uniti   | Cincinnati           | Taft Theatre                                  |
| 26 marzo 2006     | Stati Uniti   | Nashville            | Ryman Auditorium                              |
| 28 marzo 2006     | Stati Uniti   | Houston              | Verizon Wireless Theater                      |
| 31 marzo 2006     | Messico       | Città del Messico    | Palacio de los Deportes                       |